# Hans Georg von Arnim-Boitzenburg

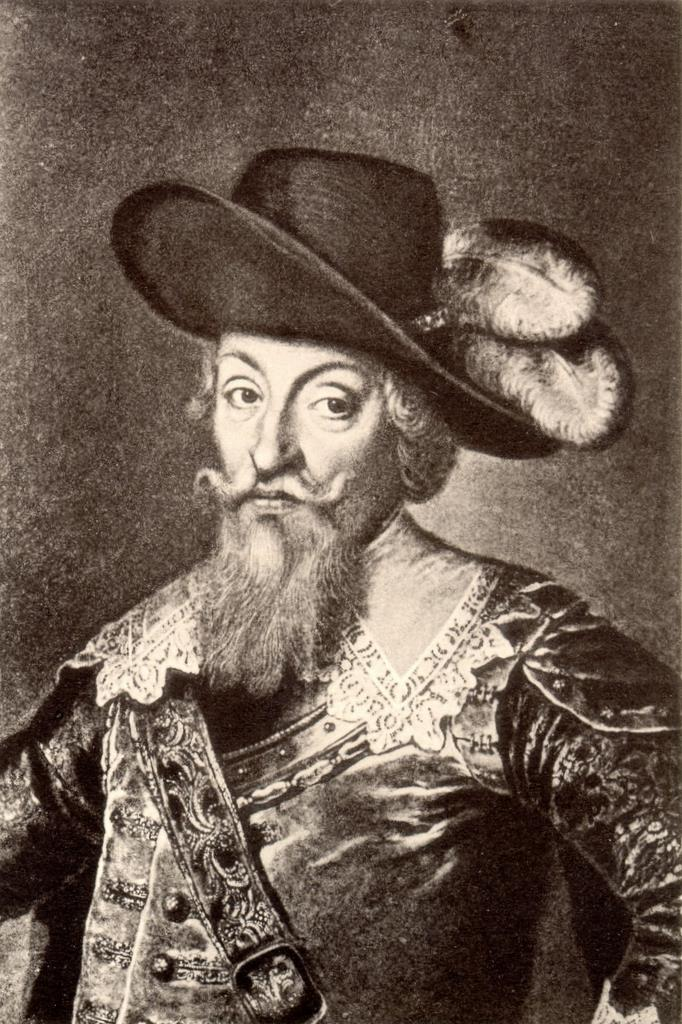
Porträt von Hans Georg von Arnim als Heliogravüre um 1900, nach dem Kupferstich von P. Aubry um 1650

Hans Georg von Arnim-Boitzenburg (* 1583 in Boitzenburg; † 28. April 1641 in Dresden), oft auch als Johann Georg von Arnim, war ein Generalfeldmarschall sowie Diplomat im Dreißigjährigen Krieg. Er wechselte zwischen schwedischen, polnischen, kaiserlichen und kursächsischen Diensten und zählte zu den bedeutendsten Feldherrn und Politikern dieser Zeit.

## Die militärische Laufbahn
Der 1583 als Sohn des brandenburgischen Oberhofmarschalls Bernd von Arnim (1550–1611) und seiner Frau Sophia von der Schulenburg-Löcknitz (1556–1605) auf Schloss Boitzenburg geborene Hans Georg von Arnim war zeit seines Lebens mit militärischen und politischen Aufgaben beschäftigt.
Mit 16 Jahren immatrikulierte er sich 1599 an der Universität Frankfurt, wechselte ein Jahr später an die Universität Leipzig und beendete sein Studium 1606 an der Universität Rostock. 1612 trat Hans Georg seinen Hofdienst bei Johann Sigismund in Königsberg an. Doch schon im Jahr darauf verließ er den Hof wegen eines Duells mit Wilhelm Graf zu Solms, weswegen er kurze Zeit verhaftet war.

### Im Dienst von Schweden
Noch im selben Jahr, 1613, begab er sich mit deutschen Söldnern in schwedischen Dienst, weil sein Gut Boitzenburg arg verschuldet war, und nahm als Obrist am Schwedisch-Russischen Krieg 1610–1617 teil. Er war jahrelang Geheimvermittler zwischen seinem Dienstherrn, Gustav Adolf von Schweden, und seinem Landesherrn Georg Wilhelm, Kurfürst von Brandenburg, besonders bei der Werbung Gustavs um die Schwester des Kurfürsten, Maria Eleonora von Brandenburg. Zwischen dem König und Arnim kam es zu häufigen Auseinandersetzungen, teils über Geldfragen, teils über politische Fragen; trotzdem stieg Arnim im Vertrauen und lernte dabei, militärisch wie diplomatisch.

### Im Dienst von Polen
Anschließend diente Arnim 1621 Sigismund III. Wasa, dem König von Polen-Litauen, einem vom schwedischen Thron vertriebenen Vetter und Erzfeind Gustavs, mit einem Regiment von 3000 deutschen Fußsoldaten und 400 Arkebusierreitern und seinen Offizieren Hans Friedrich von Sparre, Hans von Götz, Hans Caspar von Klitzing und Christoph von Klitzing und anderer siegreich in der Schlacht bei Chocim im Kampf gegen die osmanischen Türken. Er erhielt im Februar 1622 nach erfolgreicher Schlacht seine Entlassungsurkunde aus polnischem Dienst, da er sich nur gegen die Osmanen, aber nicht gegen Schweden verpflichtet hatte, was Gustav beruhigte, und ging über Neu-Stettin auf sein Schloss Boitzenburg. Kurz diente er dann dem Söldnerführer Mansfeld und 1624–25 ebenfalls kurz noch einmal König Gustav Adolf in Stockholm.

### Im kaiserlichen Dienst bei Wallenstein
1625–26 erhielt er Angebote von Brandenburg, Dänemark und von Wallenstein, dem Oberbefehlshaber des kaiserlichen Heeres. Er entschied sich für Letzteres und trat in kaiserliche Dienste ein. Rasch wurde er zu einem engen Vertrauten Wallensteins, aufgrund seiner Erfahrungen und seiner Kenntnis der schwedischen Verhältnisse, vor allem aber wegen seines sicheren militärischen und politischen Urteils. Er belagerte Stralsund vergeblich, wurde aber im April 1628 zum Feldmarschall ernannt und Befehlshaber des kaiserlichen Heeres, das im polnisch-schwedischen Krieg den Polen zur Hilfe entsandt wurde. Am 27. Juni 1629 fügte dieses Heer Gustav Adolf bei Stuhm eine seiner ersten Niederlagen zu. Noch im gleichen Jahr verließ Arnim dann aber den kaiserlichen Dienst aus Protest gegen das vom Kaiser erlassene Restitutionsedikt und wechselte Im Zusammenhang mit den Beschlüssen des Leipziger Konvents in den Dienst vom Kursachsen.

### Im Dienst von Kursachsen

#### Gründung des sächsischen Heeres
Der sächsische Kurfürst Johann Georg I. hatte als Lutheraner im November 1620 in der Schlacht am Weißen Berg den katholischen Kaiser Ferdinand II. im Kampf gegen den calvinistischen König von Böhmen Friedrich V. von der Pfalz unterstützt. Auch als der Kaiser dann gewaltsam die Rekatholisierung von Böhmen betrieb, blieb der sächsische Kurfürst noch für mehrere Jahre bei einer neutralen Haltung zum Kaiser, obwohl ab 1622 das Heer der katholischen Liga und ab 1626 auch das kaiserliche Heer unter Wallenstein im Westen und Norden des Reiches gegen protestantische Reichsfürsten und gegen den dänischen König Christian IV. im Kampf stand. Im Gegensatz zum brandenburgischen Kurfürsten Georg Wilhelm, dessen Fürstentum von Angriffen und Durchmärschen aller Kriegsteilnehmer schon sehr früh stark betroffen war, konnte der sächsische Kurfürst seine neutrale Haltung aus einer stärkeren Position heraus und mit mehr Erfolg durchhalten. Damit konnte er seinem Land Kriegswirren und -gräuel bis 1630 weitgehend ersparen. Erst nach der Zerstörung Magdeburgs im Mai 1631 und nach dem davon verursachten Umschwung der protestantischen öffentlichen Meinung im ganzen Reichsgebiet, konnte Johann Georg seine neutrale Haltung kaum noch aufrechterhalten. Endgültig aufgeben musste er die Haltung, nachdem der Kaiser im März 1629 das Restitutionsedikt erlassen hatte, von dem Sachsen stark betroffen war.
Mit der Einberufung einer Versammlung der protestantischen Reichsfürsten kam es im Januar 1631 auf dem Leipziger Konvent zur Verurteilung des Restitutionsedikts und zur Gründung des Leipziger Bundes. Der Bund war als Militärbündnis gedacht und sollte deshalb auch ein eigenes Heer haben. Zum militärischen Befehlshaber wurde Hans Georg von Arnim bestimmt, der vormals beste Feldherr der kaiserlichen Wallenstein-Armee. Das sächsische, protestantische Heer war auch zur konkurrierenden Aufnahme von Söldnern gedacht, die sich nach der Empörung über die Zerstörung von Magdeburg in großer Zahl darum bemühten, in das Heer des Schwedenkönigs Gustav Adolf aufgenommen zu werden, der im Juli 1630 auf Usedom gelandet war. Arnim war klar, dass Gustav Adolf die Unterstützung der Bevölkerung und den Zustrom von Söldnern benötigte, um im deutschen Reich Erfolg zu haben. Arnim kannte die Absichten der Schweden aus eigener Erfahrung und er wusste, dass die Schweden mit ihrer Teilnahme am Krieg im Reich eigene Interessen verfolgten, die er nicht unterstützte. Seine Grundauffassung war es, der „deutschen Sache“ zu nützen und das Reich gegen fremde Heere zu schützen. Das vom Leipziger Bund als Konkurrenz zum schwedischen Heer geplante sächsische Heer entsprach also seinen Vorstellungen, denen er bis zu seinem Tod treu blieb.

#### Arnim und das sächsische Heer im Bündnis mit Schweden
Schon bald nach Gründung des Leipziger Bundes wurde das Kurfürstentum Sachsen im September 1631 vom heranziehenden Heer Gustav Adolfs zunehmend militärisch bedroht, besonders vom Heer der katholischen Liga unter General Tilly. Dieses Heer, das Magdeburg zerstört hatte, fiel im September 1631 massiv plündernd im Kursachsen ein und bedrohte Leipzig. Die für Sachsen bedrohliche Situation nutzte der schwedische König Gustav II. Adolf, um dem sächsischen Kurfürsten einen Bündnisvertrag aufzudrängen. Vereinbart wurde, dass sich das neue sächsischen Heer Schweden anschließt und dass den schwedischen Söldnern Unterkunft und Versorgung in Sachsen garantiert wird. Der Oberbefehl über das sächsische Heer, verblieb aber beim sächsischen Kurfürsten, dem es damit möglich war, sich jederzeit aus dem Bündnis zu lösen. Das war dem schwedischen König durchaus bewusst, mit der Folge, dass er dem sächsischen Kurfürsten, seinem Bündnispartner, immer misstraute.
In der nachfolgenden Schlacht bei Breitenfeld (17. September 1631) gegen das Heer der katholischen Liga unter Tilly operierte das schwedische und sächsische Heer erstmals gemeinsam und Arnim befehligte die sächsische Kavallerie. Das Heer unter Tilly erlitt eine schwere Niederlage und verlor seine gesamte Artillerie, obwohl die sächsische Kavallerie während der Schlacht die Flucht ergriffen hatte, angeführt vom sächsischen Kurfürsten.
Arnim besetzte aus eigenem Entschluss ab 1. November Nordböhmen, um einen Keil zwischen kaiserliche Streitkräfte im Reich und in Schlesien zu treiben, aber auch um seinen Soldaten reichhaltige Winterquartiere zu beschaffen; da aber die geringen kaiserlichen Verteidigungskräfte aus Prag eilends entflohen, rückte Arnim nach und besetzte am 15. November die böhmische Hauptstadt. Wallenstein, der im August 1630 als General entlassen worden war, floh nach Pardubice, traf sich aber am 30. November 1631 auf dem Schloss Kaunitz in kaiserlichem Auftrag mit Arnim, um einen Separatfrieden mit Kursachsen zu sondieren. Auch nachdem Wallenstein am 15. Dezember 1631 wieder das Kommando der Kaiserlichen übernommen hatte, riss der Kontakt nicht ab. In Prag ließ Arnim das Friedländer Haus durch eine Ehrenwache schützen, während es im Schloss des Kaisers auf dem Hradschin weniger achtsam zuging. Auch suchte er Wallensteins Herzogtum Friedland zu schonen und entschuldigte sich demütig, wenn es nicht ganz gelang. Wallenstein seinerseits ließ ihm „ausstehende Soldzahlungen“ aus der Zeit seines kaiserlichen Dienstes zukommen. Von welchem Moment an Arnim die Kontakte nur noch fristete, um den Gegner hinzuhalten, die eigenen Truppen heil aus Böhmen herauszuziehen und Wallensteins erwartete Offensive gegen Sachsen zu verzögern, lässt sich nur unpräzise bestimmen.
Im Dezember 1631 schlug Arnim ein kaiserliches Heer unter Tiefenbach bei Nimburg (heute: Nymburk/Böhmen). 1632 verdrängte Wallenstein Arnims Truppen aus Böhmen, folgte ihnen jedoch nicht nach Sachsen, das er noch immer zu neutralisieren oder ins eigene Lager zu ziehen hoffte, sondern wandte sich nach Westen gegen Gustav Adolf, den er in Nürnberg belagerte. Arnim fiel währenddessen in das habsburgische Niederschlesien ein. Seine sächsischen Truppen plünderten und verwüsteten zuerst Wallensteins schlesische Herzogtümer Sagan und Glogau, sodann Steinau und Breslau. Wallenstein revanchierte sich mit einem „Besuch“ von Holks Reitern in Sachsen, die sich bis vor die Tore Dresdens brandschatzten. An der Schlacht bei Lützen im November 1632, in der Gustav Adolf fiel, nahm der mit seiner Armee noch in Schlesien stehende Arnim nicht teil.

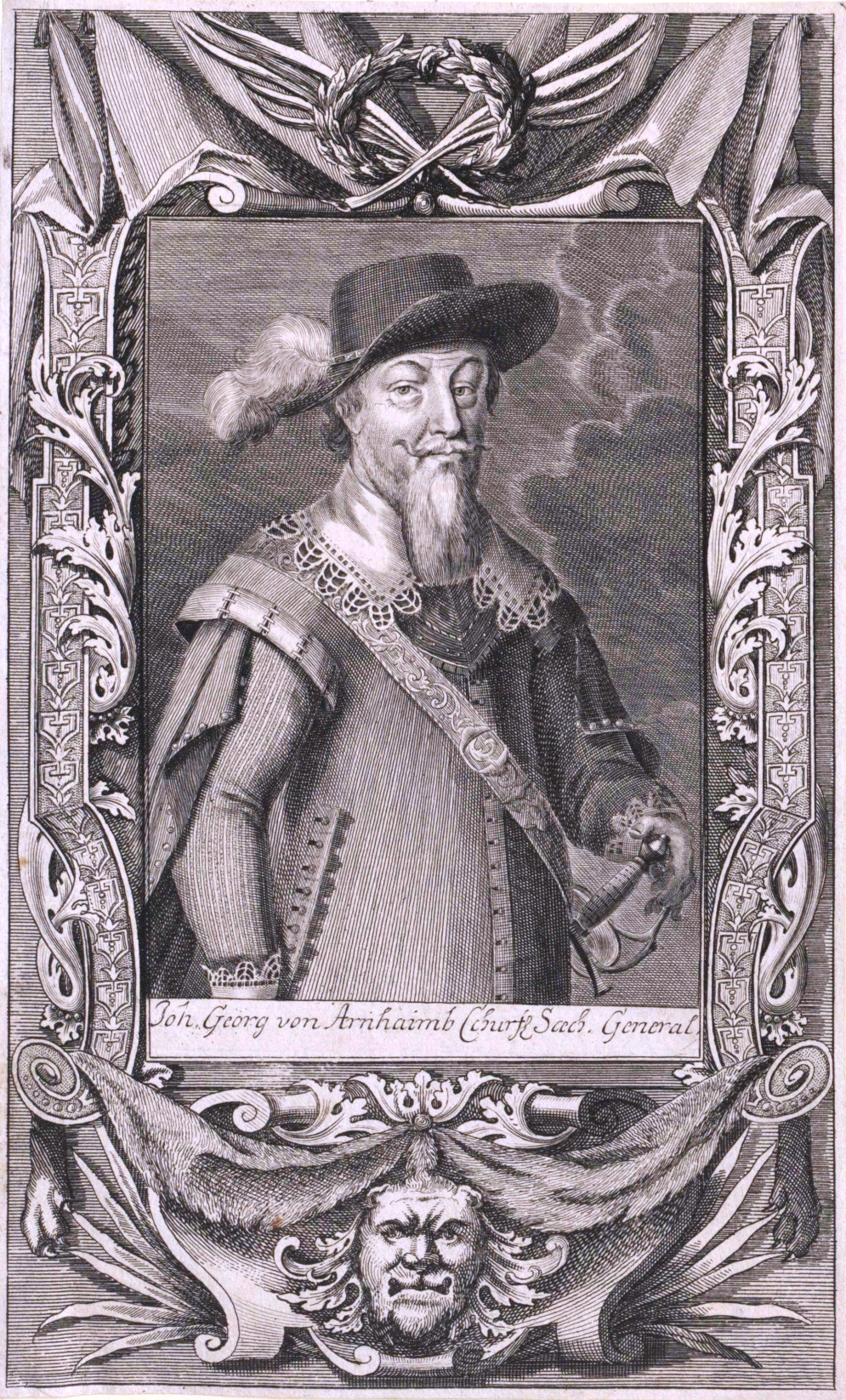
Arnim als kursächsischer General

Am 6. Juni 1633 trafen Arnim und Wallenstein erneut zu einer Unterredung zusammen, diesmal in Schlesien, über die Arnim anschließend den Kurfürsten von Sachsen und Brandenburg berichtete, während zugleich ein Waffenstillstand vereinbart war. Ein Gesandter unterrichtete den in Frankfurt am Main weilenden schwedischen Reichskanzler Axel Oxenstierna, der in einem Antwortbrief an Wallenstein die entscheidende Frage aufwarf, ob dieser nun ein Rebell oder ein kaiserlicher Unterhändler zu sein gedenke. Entgegen den Hoffnungen der böhmischen Emigrantenführer Thurn (Arnims Intimfeind) und Kinsky sowie des französischen Gesandten Feuquières zielte Wallenstein jedoch, wie schon bei den Verhandlungen von 1632, nicht auf ein Überlaufen zum protestantisch-schwedisch-französischen Bündnis ab, sondern auf einen Sonderfrieden mit den protestantischen Kurfürsten, um anschließend gemeinsam die Schweden und Franzosen, dann vielleicht sogar die spanisch-habsburgischen Truppen, aus dem Reich zu vertreiben; das entsprach zwar im Grunde auch Arnims Intention, jedoch waren Wallensteins Zusagen zu vage, um die misstrauischen protestantischen Kurfürsten davon zu überzeugen, sich von ihren Hauptalliierten zu lösen.
In der kritischen Phase der Entmachtung und anschließenden Ermordung Wallensteins im Frühjahr 1634 wartete Wallenstein im Lager zu Pilsen vergeblich auf Arnims Kommen sowie rettende Verhandlungsergebnisse. Arnim war von den ergebnislosen Unterredungen im Vorjahr enttäuscht und zögerte seine Abreise hinaus. Als er sich endlich auf den Weg machte, erfuhr er kurz vor der böhmischen Grenze von dem Mord in Eger.
Am 13. Mai 1634 schlug die Sächsische Armee unter Arnim die Kaiserlichen unter Colloredo bei Liegnitz (Schlesien) und verheerte Böhmen im Sommer 1634 erneut.

#### Arnim tritt ab
Hans von Arnim schied am 19. Juni 1635 aus dem sächsischen Dienst, aus Protest über den Frieden von Prag, mit dem die protestantischen Reichsfürsten sich schließlich doch von Schweden und Franzosen lösten. Er war an den Verhandlungen nicht beteiligt worden und fand, dass der Vertrag die protestantischen Interessen, besonders in dem von ihm zuvor befreiten Schlesien, zu wenig berücksichtigte; da auch die ausländischen Mächte nicht beteiligt worden waren, sah er wohl, dass dieser Vertrag einen Universalfrieden nicht bringen werde.
1635 wurde Hans Georg durch Fürst Ludwig I. von Anhalt-Köthen in die Fruchtbringende Gesellschaft aufgenommen. Es wurde ihm der Gesellschaftsnamen Der Gepriesene verliehen und das Motto gegen Gift. Als Emblem wurde ihm die Wurtzel Contrayerva (Dorstenia contrajerva L.) zugedacht. Im Köthener Gesellschaftsbuch findet sich Hans Georgs Eintrag unter der Nr. 255. Dort ist auch das Reimgesetz vermerkt, welches er anlässlich seiner Aufnahme verfasst hatte:
Die wurtzel Gegengift man Contrayerva nennet,

Sie wächst im Morgenland, der ihre krafft erkennet,

Jst auch in Vnserm land, vnd drumb gepriesen sehr.

Gepriesen Jch nun heiß vnd in der krieges ehr

Jch geh der Tugend pfadt, allda will abgewogen

Mitt Gotte sein der streit wan man ist außgezogen,

Zuschlagen seinen feind, das es dan recht geling

Vnd bey der Siegpracht ihm den siegpreiß man auch sing.
Am 7. März 1637 ließ ihn Axel Oxenstierna in Boitzenburg überfallen und zunächst nach Stettin, am 13./23.4. nach Stockholm und zuletzt – auf seinen Wunsch – nach Hamburg bringen, wo er in strenger Haft gehalten wurde. Zusammen mit Joachim von Mitzlaff konnte er im November 1638, mit dem Pass seines Kammerdieners, nach Hause fliehen. Arnim wurde nun zum wütendsten Feind der Schweden und heckte allerlei Pläne aus, wie man sie schädigen und vertreiben könnte, etwa durch Aufhetzung der Stadt Stralsund gegen ihre tyrannischen Retter. Er wollte den Kampf der deutschen Reichsstände gegen die fremden Heere als Generalissimus über ein überkonfessionelles Heer organisieren und war wieder im Begriff, in des Kaisers Dienst zu treten, als er am 28. April 1641, 14 Tage nach dem er eine Schlaganfall erlittenen hatte, um 11 Uhr Vormittags starb.
Arnim wurde in der Dresdner Kreuzkirche bestattet; sein Grabdenkmal wurde 1760 während des Siebenjährigen Krieges zerstört. Die Herrschaft Boitzenburg hinterließ er so hypothekenbelastet wie er sie angetreten hatte.

## Bedeutung

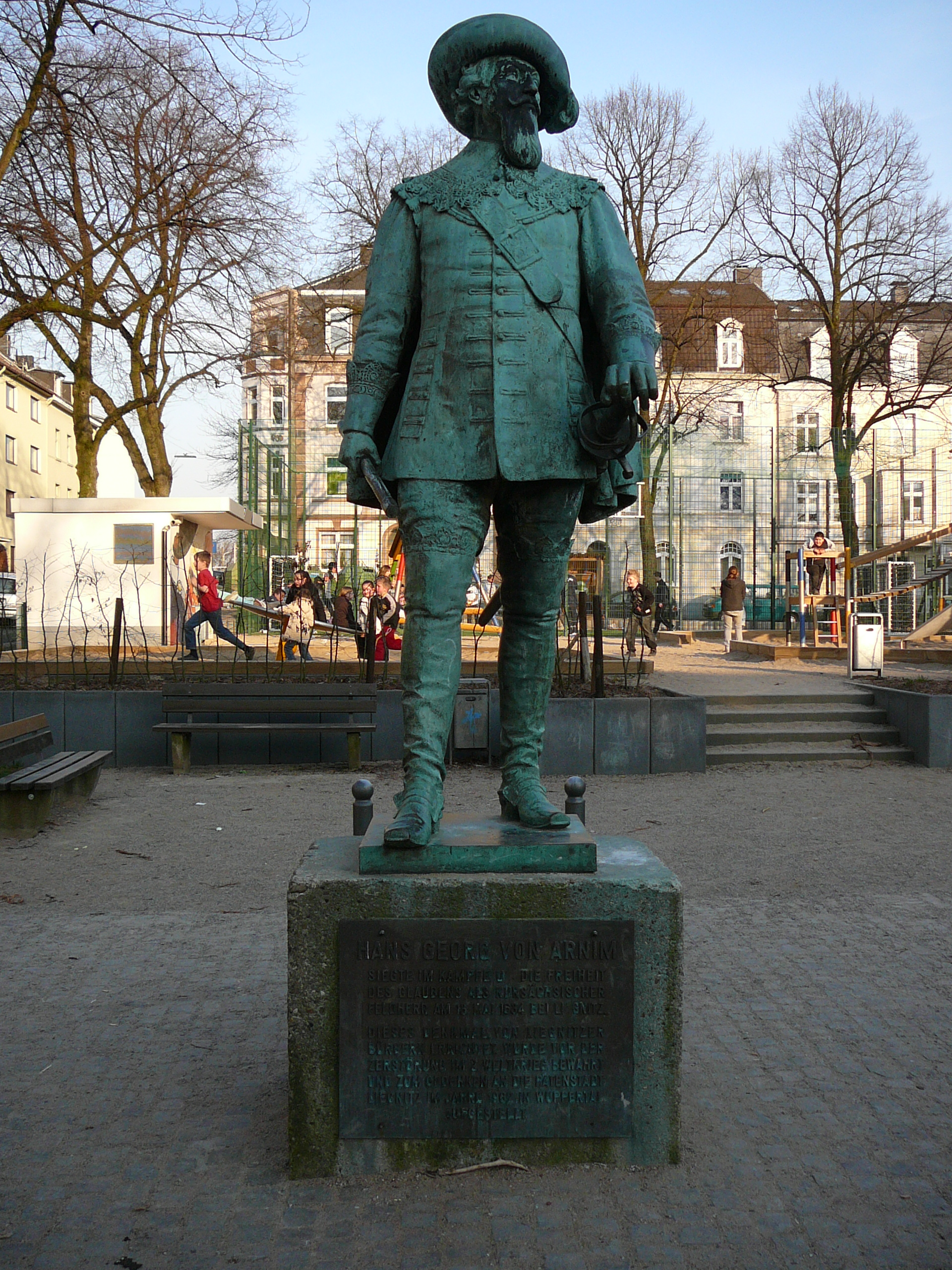
Hans Georg von Arnim-Denkmal in Wuppertal

Der unverheiratete Arnim ging in die Geschichte ein als der „lutherische Kapuziner“. Sein ganzes Leben hindurch vertrat er streng die lutherische Lehre und betete mit seinen Soldaten vor jeder Schlacht, obwohl ihn dies nicht davon abhielt gegen seine protestantischen Glaubensbrüder militärisch vorzugehen, wenn es der „deutschen Sache“ nützte. Die Verteidigung des Reiches gegen die fremden Heere war nämlich eine weitere Prämisse seines Handelns. Der hochgebildete Arnim, er sprach fließend Schwedisch, Lateinisch und Französisch und besaß Kenntnisse im Griechischen, Spanischen, Italienischen und Holländischen, wurde von seinen Freunden wie auch von seinen Feinden hochgeachtet und gilt als eine der wesentlichen Persönlichkeiten in der Zeit des Dreißigjährigen Krieges.
Heinz Gollwitzer urteilt abschließend über ihn in seiner biographischen Notiz in der NDB: „Arnim war eine der charaktervollsten Gestalten unter den Heerführern des Dreißigjährigen Krieges und wohl der bedeutendste Staatsmann und Feldherr, der je im Dienste eines sächsischen Kurfürsten gestanden hat.“ Dementsprechend errichtete ihm der sächsische Kurfürst in Dresden ein Denkmal, welches im Zweiten Weltkrieg zerstört wurde. Ein weiteres lebensgroßes Denkmal von Hans Georg von Arnim wurde 1912 in Liegnitz erstellt, vor der Zerstörung im Krieg bewahrt und nach Wuppertal gebracht, wo es heute noch steht.
Der Historiker Golo Mann urteilt:
„Aus alledem könnte man schließen, daß Arnim einer von den Vielen war, die im Krieg Fortune machen wollten, gleichgültig wo. Zu den Vielen gehörte er trotzdem nicht. Er lebte so fromm, daß man ihn den lutherischen Kapuziner nannte; trank nicht, wo seine Kameraden einander unter den Tisch soffen, bereicherte sich nicht, oder nur wenig, wo Andere Riesenvermögen erwarben; hörte gern die täglichen Ermahnungen seines Predigers, betete mit seinen Soldaten vor jedem Waffengang, was er bei Gustav Adolf gelernt haben mochte; hielt auf Disziplin und Schonung der heimgesuchten Bürger wie kein anderer Kommandant. Seine Bildung spielte ins Schöngeistige, sein Gedächtnis war stupend; in unfehlbarem Lateinisch, Schwedisch, Französisch konnte er die kompliziertesten Verträge Artikel für Artikel hersagen, auch ergreifende Reden halten … Er war ein Privatpolitiker und Generalagent der protestantischen Mächte auf eigene Faust geworden … Vielleicht wollte er nur irgendwie dabei und einem Machtzentrum nahe sein, es kam nicht darauf an, welchem, seiner eigenen Diplomatie vertrauend.“

## Weitere Literatur
- Sieghart Graf von Arnim: Dietlof Graf von Arnim-Boitzenburg. C. A. Starke, Limburg (Lahn) 1998.